# Proiecție ortogonală
Proiecția ortogonală este un mijloc de reprezentare a obiectelor tridimensionale în spațiul cu două dimensiuni. Este o formă de proiecție paralelă, în care toate liniile de proiecție sunt ortogonale față de planul de proiecție, rezultând ca fiecare plan al scenei să apară în transformare afină pe suprafața de vizionare.
Dacă planul pe care se face proiecția paraleă nu este perpendicular pe direcția de proiectare, proiecția este oblică și este cunoscută uneori sub denumirea de proiecție ortografică. Termenul ortografic este uneori rezervat în mod specific pentru descrieri de obiecte în care axele sau planurile principale ale obiectului sunt, de asemenea, paralele cu planul de proiecție. dar acestea sunt mai cunoscute drept proiecții cu vederi multiple (engleză multiview projections). Proiecția oblică este folosită pentru a reprezenta mai multe laturi ale obiectului, caz în care proiecția este numită proiecție axonometrică. Proiecția axonometrică poate fi izometrică, dimetrică sau trimetrică (anizometrică).

## Geometrie

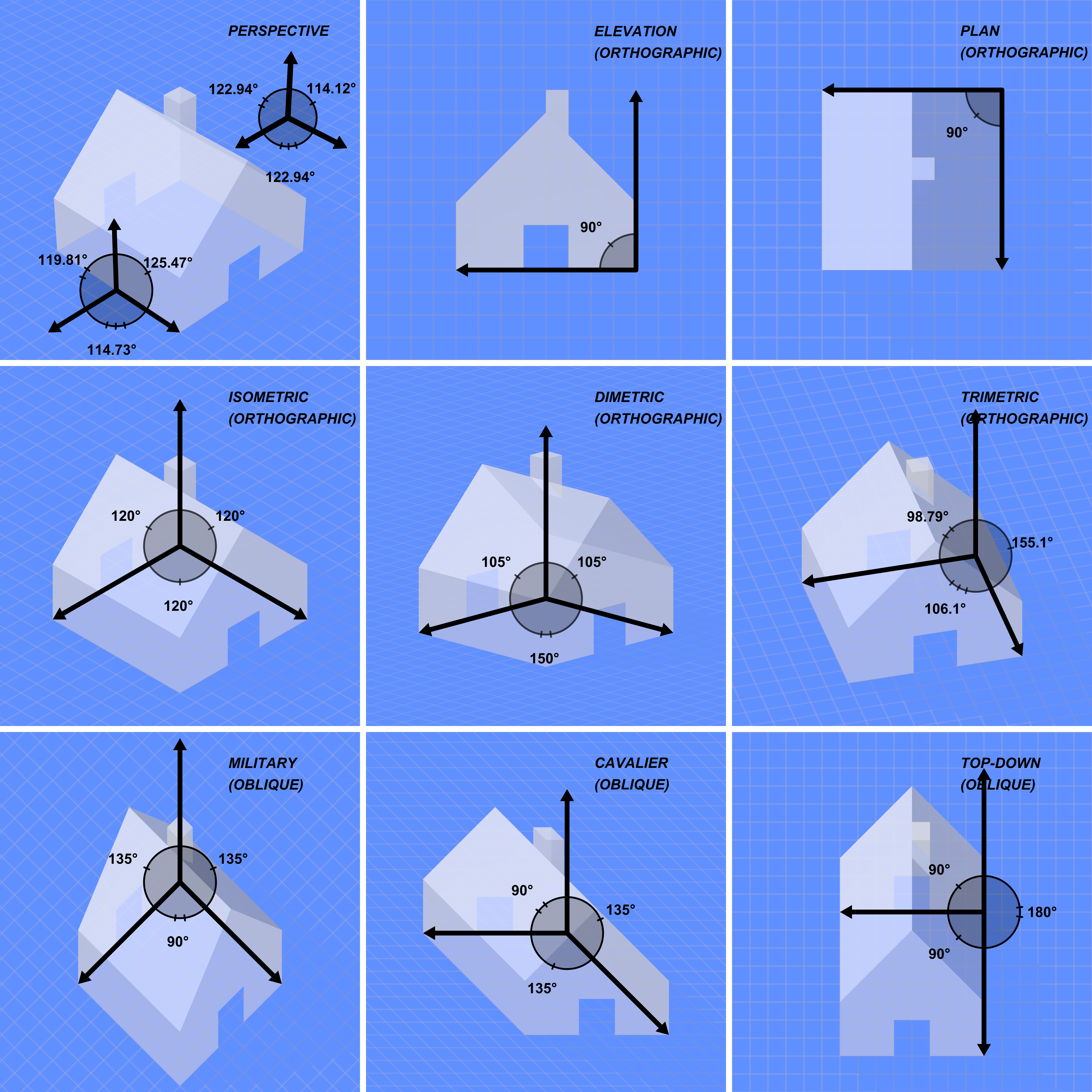
Compararea mai multor tipuri de proiecție grafică

Diferite proiecții și modul în care sunt produse

O proiecție ortografică simplă pe un plan z = 0 poate fi definită de următoarea matrice:
{\displaystyle P={\begin{bmatrix}1&0&0\\0&1&0\\0&0&0\\\end{bmatrix}}}
Pentru fiecare punct v = (vx, vy, vz), transformata punctului Pv va fi
{\displaystyle Pv={\begin{bmatrix}1&0&0\\0&1&0\\0&0&0\\\end{bmatrix}}{\begin{bmatrix}v_{x}\\v_{y}\\v_{z}\end{bmatrix}}={\begin{bmatrix}v_{x}\\v_{y}\\0\end{bmatrix}}}
Adesea, este mai util să se folosească coordonate omogene. Transformarea de mai sus poate fi reprezentată în coordonate omogene ca
{\displaystyle P={\begin{bmatrix}1&0&0&0\\0&1&0&0\\0&0&0&0\\0&0&0&1\end{bmatrix}}}
Pentru fiecare vector omogen v = (vx, vy, vz, 1), transformata vectorului Pv va fi
{\displaystyle Pv={\begin{bmatrix}1&0&0&0\\0&1&0&0\\0&0&0&0\\0&0&0&1\end{bmatrix}}{\begin{bmatrix}v_{x}\\v_{y}\\v_{z}\\1\end{bmatrix}}={\begin{bmatrix}v_{x}\\v_{y}\\0\\1\end{bmatrix}}}
În grafica digitală, una dintre cele mai frecvente matrice utilizate pentru proiecția ortografică poate fi definită de un 6-tuplu, (stânga, dreapta, jos, sus, față, spate), care definește planele. Într-un sistem de axe ortogonale pe dreapta, aceste plane formează o casetă cu colțul „minim” în (stânga, jos, −față) și colțul „maxim” în (dreapta, sus, −spate).
Caseta este translatată astfel încât centrul său să fie în origine, apoi este redusă la cubul unității care este definit prin având un colț minim la (−1, −1, −1) și un colț maxim la (1, 1, 1).
Transformarea ortografică poate fi dată de următoarea matrice:
{\displaystyle P={\begin{bmatrix}{\frac {2}{dreapta-stanga}}&0&0&-{\frac {dreapta+stanga}{dreapta-stanga}}\\0&{\frac {2}{sus-jos}}&0&-{\frac {sus+jos}{sus-jos}}\\0&0&{\frac {-2}{spate-fata}}&-{\frac {spate+fata}{spate-fata}}\\0&0&0&1\end{bmatrix}}}
care poate fi adusă prin scalarea S urmată de translația T la forma
{\displaystyle P=ST={\begin{bmatrix}{\frac {2}{dreapta-stanga}}&0&0&0\\0&{\frac {2}{sus-jos}}&0&0\\0&0&{\frac {2}{spate-fata}}&0\\0&0&0&1\end{bmatrix}}{\begin{bmatrix}1&0&0&-{\frac {stanga+dreapta}{2}}\\0&1&0&-{\frac {sus+jos}{2}}\\0&0&-1&-{\frac {spate+fata}{2}}\\0&0&0&1\end{bmatrix}}}
Inversa matricei de proiecție P−1, care poate fi utilizată ca matrice de inversare a proiecției este:
{\displaystyle P^{-1}={\begin{bmatrix}{\frac {dreapta-stanga}{2}}&0&0&{\frac {stanga+dreapta}{2}}\\0&{\frac {sus-jos}{2}}&0&{\frac {sus+jos}{2}}\\0&0&{\frac {spate-fata}{-2}}&-{\frac {spate+fata}{2}}\\0&0&0&1\end{bmatrix}}}

## Subtipuri

Indicații privind plasarea vederilor: obiectul plasat în primul cvadrant (stânga) respectiv într-al treilea (dreapta)

Comparație a diferitelor tipuri de proiecții

În desen tehnic se pot folosi mai multe proiecții „vederi”, din care 6 pot fi paralele cu axele de coordonate, dar se pot face proiecții și în alte direcții, după necesități. Există două sisteme de amplasare a vederilor: cel în care obiectul este plasat în „primul cvadrant” („în fața foii de hârtie”), folosit în special în Europa, inclusiv în România, și cel în care obiectul este plasat în „al treilea cvadrant” („în spatele foii de hârtie”), folosit în special în SUA. De obicei trei dintre vederi (uneori chiar doar două) sunt suficiente pentru descrierea obiectului, vederile respective numindu-se „vederea din față” (sau „proiecția principală”), „vederea de sus”, respectiv „vederea laterală” (de obicei „vederea din stânga”, plasată în dreapta vederii din față). În desen mai pot să apară proiecții ale secțiunilor, sau alte „vederi”, din diferite direcții.
Termenul de proiecție axonometrică este folosit pentru a descrie un tip de proiecție paralelă în care planele axelor obiectului proiectat nu sunt paralele cu planele pe care este proiectat, astfel încât într-o vedere sunt vizibile mai multe laturi ale obiectului. Proiecția axonometrică poate fi izometrică, dimetrică sau trimetrică (anizometrică) în funcție de unghiul pe care-l fac axele obiectului față de sistemul ortogonal de coordonate. O caracteristică obișnuită a proiecției axonometrice (și a altor imagini) este că una dintre axele obiectului este plasată vertical.

## Cartografie

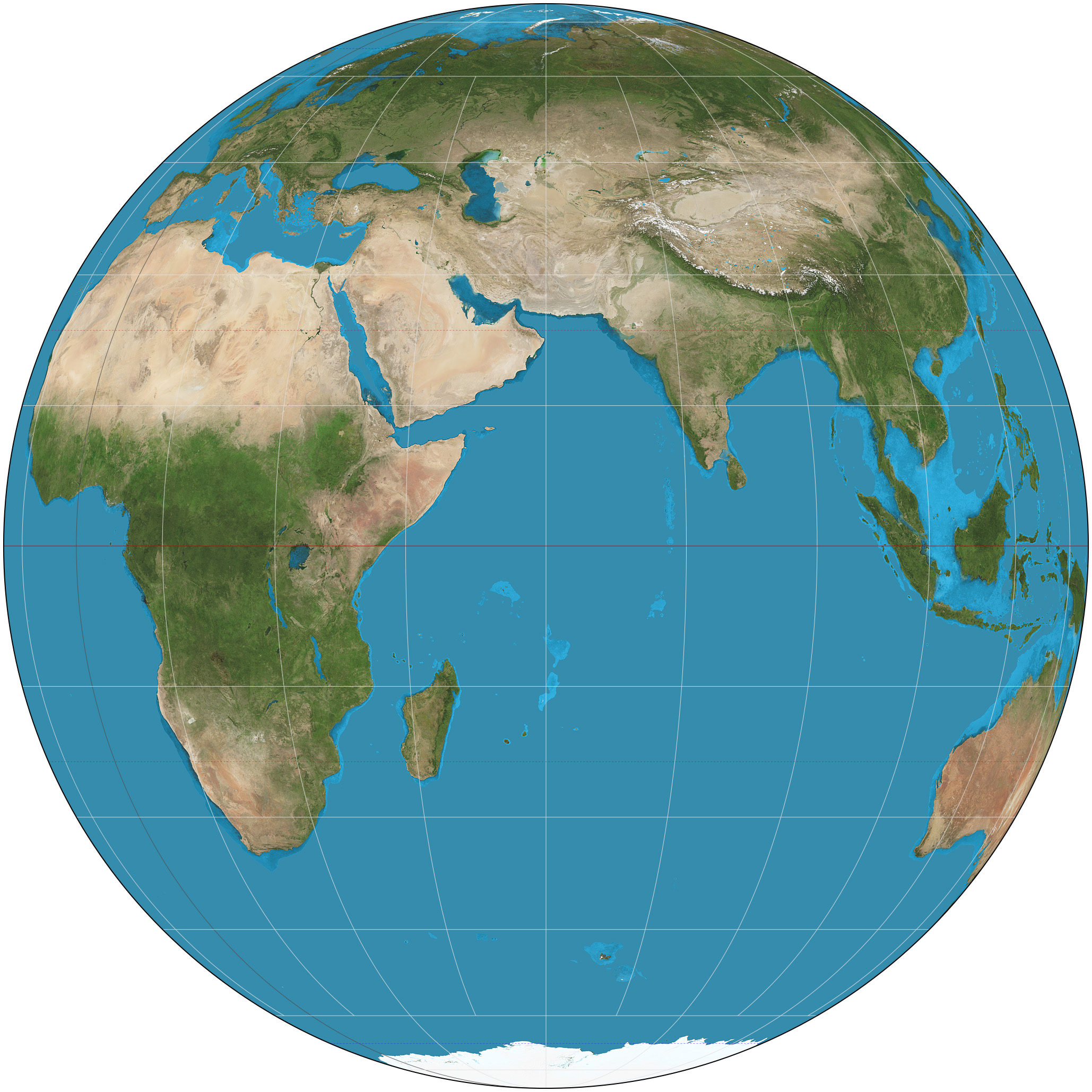
Proiecție ortografică ecuatorială a emisferei estice 30°V-150°E

O hartă în proiecție ortografică este o proiecție cartografică. La fel ca proiecțiile stereografică și gnomonică, proiecția ortografică este o proiecție în perspectivă (sau azimutală), în care o sferă este proiectată pe un plan tangent sau plan secant. Centrul de perspectivă pentru proiecția ortografică este la infinit. Harta prezintă o emisferă a Pământului așa cum apare din spațiul cosmic, unde orizontul este un cerc mare. Formele și zonele sunt distorsionate, în special în apropierea marginilor.
Proiecția ortografică este cunoscută încă din antichitate, utilizările sale cartografice fiind bine documentate. Hiparh a folosit proiecția în secolul al II-lea î.Hr. În jurul anului 14 î.Hr., inginerul roman Vitruviu a folosit proiecția pentru a construi ceasuri solare și pentru a calcula pozițiile solare. Se pare că Vitruviu ar fi fost cel ce ar fi conceput termenul „ortografic”, din greacă ορθο = corect și γραφή = "scriere". Totuși, denumirea comună până în 1613 a fost analemma, care însemna și un ceas solar care arată latitudinea și longitudinea, denumirea actuală fiind promovată de François d'Aguilon din Anvers.
Cele mai vechi hărți în asemenea proiecție care au supraviețuit apar pe gravuri în lemn ale globurilor terestre din 1509 (anonim), 1533 și 1551 (Johannes Schöner) și 1524 și 1551 (Apian).